# Andrew Yeom Soo-Jung
Andrew Yeom Soo-Jung (hangul: 염수정; hanja: 廉洙政; Anseong, Corea del Sud, 5 de desembre de 1943) és l'actual arquebisbe de Seül, Cardenal i, de facto, Primat de Corea, que el seu nomenament va ser anunciat el 10 de maig de 2012 pel Papa Benet XVI. Yeom succeí l'arquebisbe emèrit cardenal Nicholas Cheong Jin-Suk i és el cinquè arquebisbe de Seul nadiu coreà. L'arquebisbe metropolità de Seül també serveix com a Administrador apostòlic de la diòcesi de Pyongyang a Corea del Nord. A més d'arquebisbe, també és el President de Peace Broadcasting Corporation (coreà: 평화방송 o PBC), un canal catòlic de ràdio i televisió de Corea del Sud, fundat el 1990.
Yeom va ser creat cardenal pel Papa Francesc al consistori papal celebrat el 22 de febrer de 2014 a la Basílica de Sant Pere del Vaticà.

## Biografia
Yeom Soo-jung va néixer a Ansong, a la província de Gyenggi, a una família catòlica, descendents de Peter Yeom Seok-tae i la seva muller Kim Maria, que van ser detinguts i executats el 1850 per la seva fe cristiana. Els seus avantpassats estaven entre els laics que van portar el cristianisme a la península coreana durant el segle xix, i els seus besavis van ser executats durant la persecució dels cristians portada a terme per la dinastia Joseon. La família Yeom va mantenir la seva fe religiosa durant generacions malgrat les persecucions, portant a l'arquebisbe Yeom, la cinquena generació catòlica de la família, a entrar al presbiterat. Els seus dos germans més petits, Yeom Soo-wan i Yeom Soo-eui també van seguir les seves passes, i actualment dirigeixen dues diòcesis a Seul.
Als 15 anys, Yeom decidí fer-se capellà i ingressà al seminari. Es graduà a la Universitat Catòlica de Corea el 1970 abans de ser ordenat prevere pel cardenal Kim Sou-hwan el 8 de desembre de 1973 per la diòcesi de Seul. Yeom Soo-jung va obtenir un Master en Educació en Psicologia Consultiva per la Universitat de Corea. També estudià a l'Institut Pastural de l'Orient Asiàtic, a les Filipines.
Després de la seva ordenació, serví com a vicari pastoral entre 1971 i 1973, després com a rector del Seminari Menor, Institut Songshin, entre 1973 i 1977, i després com a rector entre 1977 i 1987. Entre 1987 i 1992 va ser rector del Seminari Major, sent nomenat posteriorment Canceller de la cúria diocesana, servint en aquest paper fins al 1998.
En deixar el seu càrrec com a Canceller, va tornar a fer de rector, ser nomenat a més arxipreste de l'arxidiòcesi de Seul, servint fins al 2001. També va ser membre del Consell Presbiteral.
L'1 de desembre de 2001 s'anuncià que Joan Pau II el nomenaria bisbe auxiliar de Seul i bisbe titular de Tibiuca. Va ser ordenat bisbe el 25 de gener de 2002 per Nicholas Cheong Jin-Suk, amb Andreas Choi Chang-mou i John of the Cross Chang-yik com a co-consagradors. Després de la seva ordenació esdevingué Vicari general de l'arquebisbat de Seul. Va mantenir aquests càrrecs fins al 10 de maig de 2012, quan Benet XVI el nomenà com el següent arquebisbe metropolità de Seül. Com que Seul és la diòcesi més important de Corea, i ja en el passat havia estat encapçalada per un cardenal, s'assumí que, com que el seu predecessor ja havia superat els 80 anys i no podia votar en un Conclave, Yeom Soo-jung seria creat cardenal en un consistori.

### Arquebisbe de Seul
La Santa Seu nomenà Yeom com a cinquè Arquebisbe de Seul el 10 de maig de 2010, succeint el Cardenal Nicholas Cheong Jin-Suk i, de facto, Primat de Corea. A la cerimònia d'instal·lació afirmà que «ens cal mantenir la dignitat d'una vida humana en una societat que es pren amb lleugeresa la vida. L'Església lluitarà per això». L'arquebisbat de Seul va realitzar la cerimònia d'inauguració del nou arquebisbe en el 62è aniversari de l'esclat de la Guerra de Corea, per pregar per la unificació de les dues Corees. A la missa d'inauguració hi assistiren el cardenal Cheong, el ministre de cultura Choe Kwang-shik, el nunci apostòlic arquebisbe Osvaldo Padilla, líders polítics incloent el líder de l'oposició Sohn Hak-kyu. Com a Arquebisbe de Seul, encapçala la major església local de la península coreana, i l'ocupant és tradicionalment també l'administrador apostòlic de Pyongyang, la capital de Corea del Nord. La diòcesi de Pyongyang està vacant des de la mort del seu darrer ordinari, el bisbe Francis Hong Yong-ho, que va ser empresonat pel govern nord-coreà el 1949 i posteriorment desaparegué.
L'arquebisbe Yeom rebé el pal·li del Papa Benet XVI el 29 de juny de 2012 (Festivitat de Sant Pere i Sant Pau), conjuntament amb diversos arquebisbes més d'arreu del món.

### Cardenal
El Papa Francesc nomenà l'arquebisbe Yeom pel Col·legi de Cardenals el dissabte 22 de febrer de 2014, assignant-li l'església titular de Sant Crisògon. Yeom és el tercer coreà en ser nomenat cardenal de l'Església Catòlica, després de Nicholas Cheong Jin-Suk i de Stephen Kim Sou-hwan. El 23 de febrer, l'endemà que es fes públic el nomenament, es realitzà una cerimònia de celebració a la catedral de Myeongdong de Seul, on va dir que «treballaré per fer realitat la visió Papa Francesc d'una Església que treballa pels pobres i els marginats de la societat i perquè sigui una Església al servei de la comunitat.... Respectaré els esforços realitzats per difunt cardenal Kim i el cardenal Cheong, i uniré els meus als seus.». Aquest nomenament va ser molt ben rebut a Corea, tot i que només un 11% de la població és catòlic.

## Escut d'armes

Armes de Yeom Soo Jung com a Arquebisbe de Seul.

L'escut d'armes de l'arquebisbe Yeom mostra el barret vermell tradicional amb 15 borles, el galero, que substitueix el verd amb 10 borles de bisbe.
L'escut és un símbol de la salvació de Déu, i els 3 colors de l'arc de Sant Martí: porpra (amor), blau (esperança) i verd (fe). L'herald d'una nova vida, Dove, símbol de pau com a missatger que vingué en el passat i que vindrà en el present i el futur, i l'esperit de Déu ens porta a la seva presència fins i tot avui. L'estrella del centre representa la Verge Maria que protegeix dos estels brillants a sota, simbolitzant la reunificació pacífica entre la República Democràtica Popular de Corea i la República de Corea. Un àncora i les lletres gregues "A" (Alpha) i "Ω" (Omega) que simbolitzen que les esperances i aspiracions dels coreans estiguin al pla de Déu. El fons blau, groc i vermell simbolitzen la Pau, el Compartir i el Sacrifici.
El lema és Amen. Veni, Domine Jesu!, significa "Amen. Veniu, Senyor Jesus!", i apareix a l'Apocalipsi